# Traulia orchotibialis
Traulia orchotibialis är en insektsart som beskrevs av Liang och Z. Zheng 1986. Traulia orchotibialis ingår i släktet Traulia och familjen gräshoppor. Inga underarter finns listade i Catalogue of Life.